# René Thomas (tirador)
Jean Justin René Thomas (Breux-sur-Avre, Eure, 20 d'agost de 1865 – ?) va ser un tirador francès. El 1900 va prendre part en els Jocs Olímpics de París, en què disputà cinc proves del programa de tir olímpic. Guanyà la medalla de bronze en la prova de rifle militar, tres posicions per equips, junt a Maurice Lecoq, Léon Moreaux, Achille Paroche i Auguste Cavadini, mentre que la prova individual fou vint-i-sisè. En rifle militar, bocaterrosa fou dinovè, vint-i-quatrè en rifle militar, dempeus i vint-i-setè en rifle militar, de genolls.